# دعاية رهاب المثلية
دعاية رهاب المثلية (أو الدعاية المعادية للمثليين) هي دعاية تعتمد على المشاعر السلبية تجاه المثلية الجنسية ورهاب المثلية تجاه المثليين جنسيًا وأحيانًا الأشخاص من أصحاب التوجهات الجنسية غير المغايرة جنسيًا. تدعم هذه الدعاية التحيزات والصور النمطية المناهضة للمثليين، وتعزز الوصم الاجتماعي أو التمييز الاجتماعي. استخدم المؤرخ ستيفان ميشيلر مصطلح دعاية رهاب المثلية الجنسية في عمله «دعاية رهاب المثلية والتنديد بالرجال ذوي الرغبة مثلية الجنس في ظل الاشتراكية الوطنية»، بالإضافة إلى الأعمال الأخرى التي تعالج الموضوع.
تندرج بعض أشكال دعاية رهاب المثلية في بعض البلدان المتقدمة تحت فئة خطاب الكراهية ويحظرها القانون.

## خلفية تاريخية

### ألمانيا النازية
استندت المواقف السياسية تجاه المثليين في ألمانيا النازية على افتراض أن المثليين يدمرون الأمة الألمانية لكونهم «منحلين جنسيًا»، ويُرجع المؤرخ إروين جاي هايبرل أول ظهور لهذا الموقف السياسي إلى 14 مايو 1928.
صُنّف النظام النازي على أنه «قرصنة بيولوجية» من قبل أستاذ جامعة ماستريخت هاري أوسترهيس، واهتم النظام النازي بشكل رئيسي بحقيقة أن الرجال المثليين لا يمكنهم حمل الذرية، وبالتالي لا يمكنهم المساهمة نهاية المطاف في انتشار العرق الآري. يقدر الباحثون أن نحو 50,000 مثليٍّ في ألمانيا النازية أدينوا بتهمة «الرذيلة المخالفة الطبيعية» وأُرسل ما بين 10% و 30% منهم في النهاية إلى معسكرات الاعتقال، على الرغم من عدم تعرض المثليين للاضطهاد الممنهج.

## القانون

### روسيا

قوانين مناهضة للمثليين تحظر حرية الرأي والتعبير وحرية التجمع

من غير القانوني في روسيا ارتكاب الجرائم ضد شخص ما بناءً على مجموعته الاجتماعية، ويعتبر أفراد مجتمع الميم مجموعة اجتماعية منفصلة بموجب القانون، ونُصّ على المسؤولية عن ذلك في البند 136 والبند 282 من القانون الجنائي للاتحاد الروسي.
وقّع الرئيس فلاديمير بوتين في 30 يونيو 2013، على مشروع قانون يحظر «دعاية العلاقات الجنسية غير التقليدية» بين القاصرين، ويمنع اعتبار العلاقات المثلية والعلاقات الزوجية للمغايرين على حد سواء. تدّعي فايس نيوز أن العديد من جماعات حقوق مجتمع الميم قد تحولت «من كونها مجموعة هامشية موصومة إلى عدوة للدولة» في روسيا بعد إدخال هذا القانون، وأن السلطات الروسية وصفت الجماعات الهوموفوبية والنازيين الجدد مثل «احتواء البيدوفيليا»، بأنها «حركات مدنية تقاتل خطايا المجتمع».

### النرويج
أصبحت النرويج في عام 1981، الدولة الأولى التي تفرض عقوبة جنائية (غرامة أو سجن لمدة تصل إلى عامين) للتهديدات العامة، أو التشهير، أو التعبير عن الكراهية، أو التحريض على التمييز ضد مجتمع الميم.

### هولندا
انضمت هولندا إلى قانون العقوبات الهولندي في 1 يوليو عام 1987، الذي ينص على عقوبة للتشهير العام على أساس الميل الجنسي كرسوم أو سجن لمدة تصل إلى عامين.

### جمهورية أيرلندا
بدأ سريان قرار ضد خطاب الكراهية المعادي للمثليين في جمهورية أيرلندا عام 1989. ينص على عقوبة بشكل رسوم أو سجن لمدة تصل إلى عامين، لنشر أو توزيع المواد التي تحتوي على التشهير، والتهديدات، أو خطاب الكراهية الموجّه ضد مجتمع الميم. يُطبّق القانون في بعض الأحيان.

### أستراليا
دخل تعديل لقانون مناهضة التمييز حيز التنفيذ في 2 مارس عام 1993 في ولاية نيو ساوث ويلز في أستراليا، والذي يحظر خطاب الكراهية العام، أو التحقير، أو السخرية من المثليين. الاستبعاد القانوني هنا هو أي معلومات تُوزّع لأغراض تعليمية أو دينية أو علمية أو اجتماعية.
قُبل تعديل مماثل من قبل برلمان تسمانيا في 10 ديسمبر عام 1999، ولا يسمح بأي استبعاد.

### جنوب أفريقيا
سنّ برلمان جنوب أفريقيا قانون تعزيز المساواة ومنع التمييز الجائر في فبراير عام 2000، والذي يحظر خطاب الكراهية القائم على أساس أي من الخلفيات المحظورة دستوريًا، بما في ذلك التوجه الجنسي. يشمل تعريف خطاب الكراهية، الكلام الذي يهدف إلى «تعزيز الكراهية أو نشرها».

### المملكة المتحدة
أضاف البند 28 من قانون الحكم المحلي لعام 1988، البند إيه 2 إلى قانون الحكم المحلي لعام 1986، والذي منع السلطات المحلية من «تشجيع المثلية الجنسية» أو «تشجيع تعليم تقبل المثلية الجنسية كعلاقة عائلية مزعومة في أي مدرسة نظامية».
أُلغي هذا البند في لسكتلندا في 21 يونيو عام 2000، كأحد التشريعات الأولى التي سنّها البرلمان الاسكتلندي الجديد، وفي بقية المملكة المتحدة في 18 نوفمبر عام 2003، بموجب المادة 122 من قانون الحكم المحلي لعام 2003.

### إسبانيا
تمنع قوانين مكافحة التمييز في إسبانيا خطاب الكراهية فيما يتعلق بالميل الجنسي والهوية الجندرية منذ عام 1995. يُعاقب على التمييز، أو الكراهية، أو العنف على أساس أي من العوامل المذكورة أعلاه بالسجن لمدة تصل إلى ثلاث سنوات.

### بلدان أخرى
تشمل الدول والأقاليم الأخرى التي تحظر التمييز ضد أفراد مجتمع الميم: ألبانيا، وأندورا، والبوسنة والهرسك، وبلغاريا، وقبرص، واليونان، وكوسوفو، ومالطا، وقبرص الشمالية، والبرتغال، وصربيا، وبلجيكا، وفرنسا، وغيرنزي، وأيرلندا، وجزيرة مان، وجيرزي، ولوكسمبورغ، وجزيرة كريسماس، وجزر كوكوس (كيلينغ)، وجزيرة نورفولك، ونيوزيلندا، وفيجي، وكاليدونيا الجديدة، وميكرونيسيا، وجزيرة القيامة، وبولينزيا الفرنسية، وجزر بيتكيرن، و واليس وفوتونا.